# Organització territorial d'El Salvador
L'organització territorial d'El Salvador es descriu al Capítol VI de la Constitució de la República d'El Salvador de 1983, que preveu la divisió del territori en Departaments, al davant dels quals hi ha un Governador nomenat pel poder executiu.
Els Departaments es divideixen en municipis, regits per un Consell (Concejo) Municipal electe format per l'Alcalde, un Síndic i un mínim de dos Regidors, segons la població. Actualment existeixen 14 Departaments i 262 municipis.

## Llista

Departaments d'El Salvador

Els Departaments d'El Salvador són els següents:
| Codi | Departament  | Capital              | Superfície (km²) |
| ---- | ------------ | -------------------- | ---------------- |
| 1.   | Ahuachapán   | Ahuachapán           | 1.240            |
| 2.   | Cabañas      | Sensuntepeque        | 1.104            |
| 3.   | Chalatenango | Chalatenango         | 2.017            |
| 4.   | Cuscatlán    | Cojutepeque          | 756              |
| 5.   | La Libertad  | Santa Tecla          | 1.653            |
| 6.   | La Paz       | Zacatecoluca         | 1.224            |
| 7.   | La Unión     | La Unión             | 2.074            |
| 8.   | Morazán      | San Francisco Gotera | 1.447            |
| 9.   | San Miguel   | San Miguel           | 2.077            |
| 10.  | San Salvador | San Salvador         | 886              |
| 11.  | San Vicente  | San Vicente          | 1.184            |
| 12.  | Santa Ana    | Santa Ana            | 2.023            |
| 13.  | Sonsonate    | Sonsonate            | 1.226            |
| 14.  | Usulután     | Usulután             | 2.130            |